# Niederschaeffolsheim
Niederschaeffolsheim (en alsacià Níderschafelse) és un municipi francès, situat a la regió del Gran Est, al departament del Baix Rin. L'any 1999 tenia 1.268 habitants.
Forma part del cantó de Haguenau, del districte de Haguenau-Wissembourg i de la Comunitat d'aglomeració de Haguenau.

## Demografia
| 1962 | 1968  | 1975  | 1982  | 1990  | 1999  |
| ---- | ----- | ----- | ----- | ----- | ----- |
| 991  | 1.042 | 1.202 | 1.222 | 1.267 | 1.268 |

## Administració
| Període   | Identitat        | Partit | Qualitat |  |
| --------- | ---------------- | ------ | -------- |  |
| 1953-1977 | Ernest Paulus    |        |          |  |
| 1977-2001 | Emile Kautzmann  |        |          |  |
| 2001-     | Fernand Vierling |        |          |  |